# Proteína fosfatasa 2C

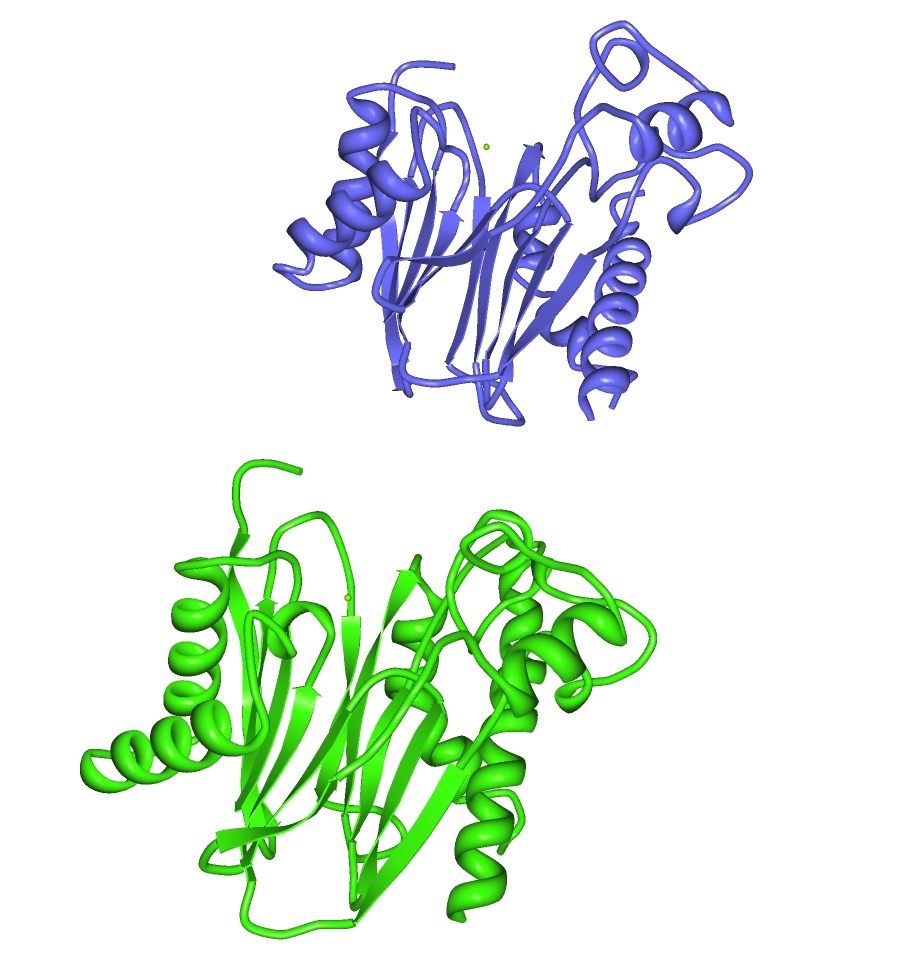
Estructura 3D del dímero de la Proteína fosfatasa 1B (PPM1B) humana. PDB 2P8E.

Las enzimas Proteína fosfatasas 2C (PP2C) catalizan la reacción de defosforilación de una fosfoproteína.
fosfoproteína + H2O {\displaystyle \rightleftharpoons } proteína + fosfato
Pertenecen a la clase PP2C de las fosfoproteína fostatasas, EC 3.1.3.16. Este grupo de enzimas eliminan el grupo fosfato unido a un aminoácido serina o treonina de un amplio rango de fosfoproteínas incluyendo algunas enzimas que han sido fosforiladas bajo la acción de una quinasa. Son muy importantes en el control de eventos intracelulares en células eucariotas.

## PP2C's humanas

### Proteína fosfatasa 1 (PPM)
En el ser humano se han caracterizado 11 proteínas pertenecientes a está familia.
- Proteína fosfatasa 1A (PPM1A). Es una enzima con una amplia especificidad que necesita de 2 iones magnesio o manganeso por cada subunidad (monómero). Existen 2 isoformas llamadas alfa-1 y alfa-2 de longitud 382 y 324 AA respectivamente.

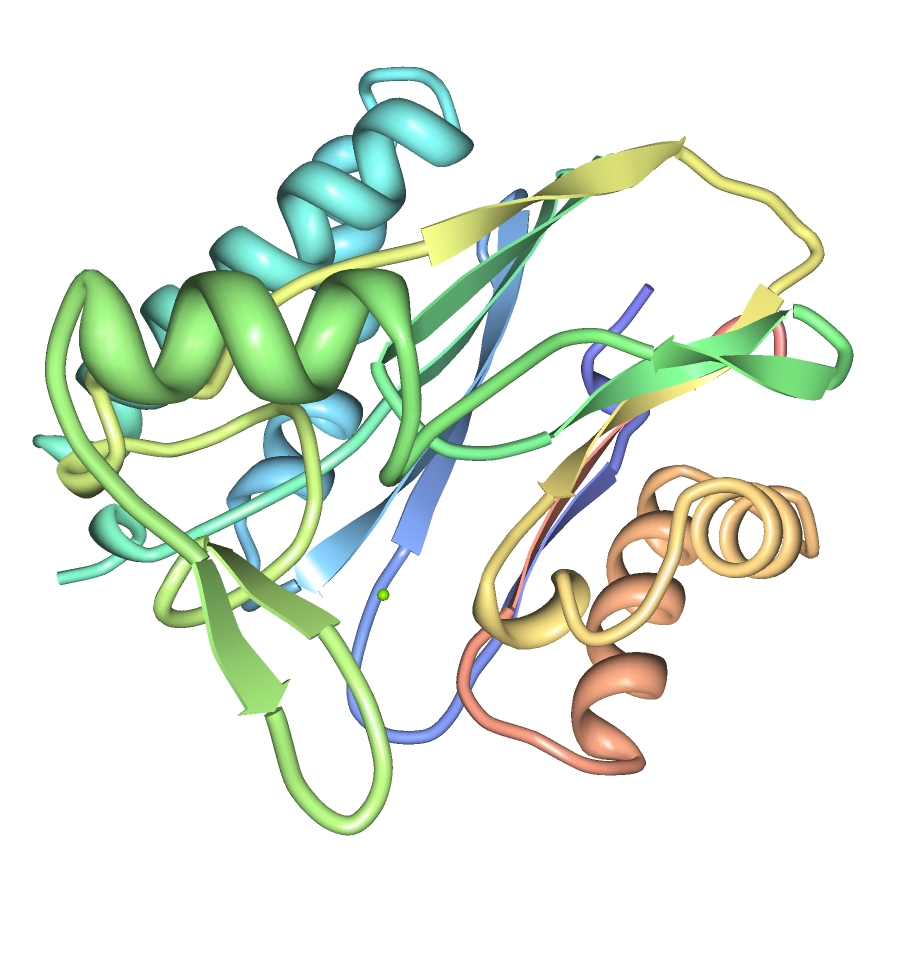
Estructura 3D de la Proteína fosfatasa 1K (PPM1K) humana. PDB 2IQ1.

- Proteína fosfatasa 1B (PPM1B). Es una enzima con una amplia especificidad que necesita de 2 iones magnesio o manganeso por cada subunidad (monómero). Existen 2 isoformas llamadas beta-1 y beta-2 de longitud 479 y 387 AA respectivamente. Se expresa en gran cantidad en el corazón y músculo esqueletal.

- Proteína fosfatasa 1D (PPM1D). Se une y defosforila la Ser-15 de la TP53 y la Ser-345 de la CHEK1. Necesita 2 iones magnesio o manganeso y tiene una longitud de 605 AA.

- Proteína fosfatasa 1E (PPM1E). Esta proteína fosfatasa inactiva las CaM quinasas como la CAMK4 y CAMK2. Defosforila e inactiva la proteína PAK. Puede tener un papel en la inhibición de la rotura de las fibras de actina y en los cambios morfológicos conducidos por la TNK2/CDC42. Se presenta como heterotrímero con la PAX1 y ARHGEF6 (o ARHGEF7). Se une a dos iones magnesio o manganeso. Su localización celular es el núcleo y citoplasma. Existen tres isoformas (1, 2 y 3) de 766, 757 y 766 AA respectivamente.

- Proteína fosfatasa 1F (PPM1F). Defosforila y desactiva la CaM-quinasa II activada por autofosforilación, y las CaM-quinasas IV y I activadas por fosforilación mediante la CaM-quinasa quinasa. Promueve la apoptosis. Necesita 2 iones magnesio o manganeso y se asocia a la FEM1B.

- Proteína fosfatasa 1G (PPM1G). Necesita dos iones magnesio o manganeso, su localización celular es el citoplasma y se exprese en muchos tejidos, abundantemente en los testículos, músculo esqueletal y corazón.

- Proteína fosfatasa 1H (PPM1H).

- Proteína fosfatasa 1J (PPM1J). Interacciona con laUBE2I. Existen dos isoformas (1 y 2) de 505 y 299 AA respectivamente.

- Proteína fosfatasa 1K (PPM1K). Regula la permeabilidad del poro de transición de la mitocondria y es esencial para el desarrollo y supervivencia celular. Necesita de un ion magnesio o manganeso y su localización celular es la mitocondria. Existen tres isoformas (1, 2 y 3) de 372, 233 y 150 AA respectivamente.

- Proteína fosfatasa 1L (PPM1L). Actúa como supresor de las rutas de señalización SAPK asociándose y defosforilando la MAP3K7 y atenuando la asociación entre la MAP3K7 y la MAP2K4 o MAP2K6. Necesita 2 iones magnesio o manganeso, su localización celular es la membrana y se expresa en muchos tejidos, sobre todo en el corazón, placenta, pulmones, hígado, riñones y páncreas. Se presentan en dos isoformas (1 y 2) de 360 y 178 AA respectivamente.

- Proteína fosfatasa 1M (PPM1M). Necesita magnesio o manganeso como cofactor, su localización celular es el núcleo y se presenta en 4 isoformas (1, 2, 3 y 4) de 270, 123, 169 y 247 AA respectivamente.

### ILK fosfatasa (ILKAP)
La ILKAP es una proteína fosfatasa que participa en la regulación de la progresión del ciclo de la célula mediante la defosforilación de sus sustratos de los que sus estados fosforilados son cruciales para la proliferación celular. Se asocia selectivamente con la quinasa linkada a la integrina (ILK) (serina/treonina proteína quinasa no específica) para modular la adhesión celular y la señalización del factor de crecimiento. Inhibe la señalización ILK-GSK3B y la transformación oncogénica. Se une como cofactores a dos iones magnesio (que también es inhibidor de la ILKAP) o manganeso, y su localización celular es el citoplasma.

### Proteína fosfatasa homólogo PTC7 (PPTC7)
La PPTC7 es una proteína fosfatasa en la que el magnesio o el manganeso actúan como cofactores y es regulada positivamente durante la activación de los linfocitos.

### NiceZyme
- NiceZyme (en inglés).

### Wikipedia inglesa
- PPM1A en Wikipedia inglesa.
- PPM1B en Wikipedia inglesa.
- PPM1D en Wikipedia inglesa.
- PPM1F en Wikipedia inglesa.
- PPM1G en Wikipedia inglesa.
- PPM1K en Wikipedia inglesa.
- ILKAP en Wikipedia inglesa.

### Artículos en línea
- Oncogenic properties of PPM1D located within a breast cancer amplification epicenter at 17q23 (en inglés).
- Dual Roles for the Phosphatase PPM1D in Regulating Progesterone Receptor Function Archivado el 26 de mayo de 2008 en Wayback Machine. (en inglés).
- Dephosphorylation of survival motor neurons (SMN) by PPM1G/PP2C-gamma governs Cajal body localization and stability of the SMN complex (en inglés).

- Datos: Q6088509